# Sidi Boussaid
Sidi Boussaid è un comune dell'Algeria, situato nella provincia di Mascara.